# Jean Pierre Archimbaud
Jean Pierre Archimbaud Arriarán (pronunciado /aʁʃɛ̃'bo/; Lima, 16 de agosto de 1994) es un futbolista peruano. Juega como mediocentro y su equipo actual es Club Alianza Lima, de la Liga 1 de Perú.

## Trayectoria

### Inicios
Archimbaud juega al fútbol desde muy joven. Desde los tres años, Dante Mandriotti le dio la oportunidad en la Academia Cantolao, de allí pasó al Sporting Cristal y finalmente recaló en Alianza Lima, donde se terminó de formar y salió campeón del Torneo de Promoción y Reserva en 2011. Estuvo convocado en el equipo principal por primera vez en la primera fecha del Campeonato Descentralizado 2012, cuando la mayoría de los jugadores se encontraban en huelga. Sin embargo, no llegó a ingresar. Empezó a jugar fútbol como delantero y luego el profesor Ernesto Arakaki lo adaptó a volante de primera línea, posición en la cual se desempeña actualmente. En enero de 2014, fue cedido a préstamo a UTC de Cajamarca.

### UTC
El 12 de julio de 2014, Archimbaud hace su debut en el fútbol profesional en la victoria de UTC por 2-1 sobre Universitario de Deportes, por la sexta jornada del Torneo Apertura 2014, entrando en el minuto 77 en lugar de Víctor Rojas. Jugó trece partidos en total, incluyendo dos encuentros de la Copa Sudamericana.

### Deportivo Coopsol
Para la temporada 2015, Archimbaud fichó por Deportivo Coopsol de la Segunda División del Perú, club con el cual debutó el 23 de mayo de 2015 siendo titular en la victoria por 2-1 sobre Carlos Mannucci. Jugó veintiún encuentros con Coopsol, iniciando la campaña como mediocampista y terminando como lateral izquierdo. El equipo estuvo peleando en los primeros puestos, pero en las fechas finales terminó cediendo y no pudo ascender a primera.

### Ayacucho
En enero de 2016, Archimbaud fue oficializado como nuevo fichaje del Ayacucho de primera división, que se salvó de descender en la última fecha del Torneo Clausura de 2015. El 9 de febrero, debutó con los zorros en el empate 1-1 contra La Bocana, jugando los últimos minutos tras ingresar en el minuto 84 en vez de Cristian Mejía. Tuvo más participación que temporadas pasadas, disputando veintitrés encuentros y salvando la categoría.

### Juan Aurich
El 7 de enero de 2017, pasó a reforzar al Juan Aurich, de Chiclayo, club entonces dirigido por Wilmar Valencia, que iba a participar en la Copa Sudamericana. El 10 de febrero, debuta con el Ciclón en la derrota por 2-1 ante Deportivo Municipal, jugando todo el segundo tiempo tras sustituir a Rick Campodónico. Y, dos fechas después, es decir, el 23 de febrero, anotó su primer gol como profesional en la derrota por 3-2 ante Sport Huancayo. Pese a perder la categoría con el Juan Aurich, dejó una gran impresión convirtiendo ocho goles en cuarenta partidos disputados de liga. 

### Real Garcilaso
En diciembre de 2017, se convirtió en nuevo jugador de Real Garcilaso, subcampeón del fútbol peruano, firmando por toda la temporada 2018. Debutó el 17 de febrero de 2018 en el empate sin goles ante Melgar, jugando alrededor de seis minutos tras ingresar en reemplazo de Diego Mayora. El 8 de abril, anotó su primer tanto con Garcilaso en la victoria sobre el mismo equipo por 2 a 1. Tuvo una buena temporada con la plantilla imperial, donde jugó cuarenta y tres encuentros y marcó cuatro goles, razón por la cual renovó con el club para la temporada 2019.

### Deportivo Municipal
El 18 de enero de 2020, se convirtió en nuevo refuerzo de Deportivo Municipal para la temporada 2020, haciendo su debut como titular en la primera fecha del Torneo Apertura 2020, en el empate 1-1 ante Universidad César Vallejo.

## Vida personal
Jean Pierre es hijo de Lalo Archimbaud, reconocido periodista del ámbito local e identificado desde siempre con los colores de Alianza Lima. Ha cursado estudios de la carrera de Ciencias Aplicadas al Deporte. En entrevista, ha reconocido admirar a Rinaldo Cruzado en el fútbol local y a Sergio Busquets a nivel internacional.

## Clubes y estadísticas
Actualizado el 3 de noviembre de 2024.
| Club | Div.             | Temporada        | Liga     | Liga  | Liga   | Copas nacionales(1) | Copas nacionales(1) | Copas nacionales(1) | Copas internacionales(2) | Copas internacionales(2) | Copas internacionales(2) | Total    | Total | Total  |
| Club | Div.             | Temporada        | Partidos | Goles | Asist. | Partidos            | Goles               | Asist.              | Partidos                 | Goles                    | Asist.                   | Partidos | Goles | Asist. |
| --- | ---------------- | ---------------- | -------- | ----- | ------ | ------------------- | ------------------- | ------------------- | ------------------------ | ------------------------ | ------------------------ | -------- | ----- | ------ |
| UTC · Perú | 1.ª              | 2014             | 11       | 0     | 0      | 0                   | 0                   | 0                   | 2                        | 0                        | 0                        | 13       | 0     | 0      |
| UTC · Perú | Total club       | Total club       | 11       | 0     | 0      | 0                   | 0                   | 0                   | 2                        | 0                        | 0                        | 13       | 0     | 0      |
| Deportivo Coopsol · Perú | 2.ª              | 2015             | 21       | 0     | 0      | —                   | —                   | —                   | —                        | —                        | —                        | 21       | 0     | 0      |
| Deportivo Coopsol · Perú | Total club       | Total club       | 21       | 0     | 0      | 0                   | 0                   | 0                   | 0                        | 0                        | 0                        | 21       | 0     | 0      |
| Ayacucho FC · Perú | 1.ª              | 2016             | 23       | 0     | 4      | —                   | —                   | —                   | —                        | —                        | —                        | 23       | 0     | 4      |
| Ayacucho FC · Perú | Total club       | Total club       | 23       | 0     | 4      | 0                   | 0                   | 0                   | 0                        | 0                        | 0                        | 23       | 0     | 4      |
| Juan Aurich · Perú | 1.ª              | 2017             | 40       | 8     | 2      | —                   | —                   | —                   | 2                        | 0                        | 0                        | 42       | 8     | 2      |
| Juan Aurich · Perú | Total club       | Total club       | 40       | 8     | 2      | 0                   | 0                   | 0                   | 2                        | 0                        | 0                        | 42       | 8     | 2      |
| Real Garcilaso · Perú | 1.ª              | 2018             | 37       | 4     | 1      | —                   | —                   | —                   | 6                        | 0                        | 0                        | 43       | 4     | 1      |
| Real Garcilaso · Perú | 1.ª              | 2019             | 23       | 3     | 0      | 5                   | 0                   | 0                   | 2                        | 0                        | 0                        | 30       | 3     | 0      |
| Real Garcilaso · Perú | Total club       | Total club       | 60       | 7     | 1      | 5                   | 0                   | 0                   | 8                        | 0                        | 0                        | 73       | 7     | 1      |
| Deportivo Municipal · Perú | 1.ª              | 2020             | 24       | 3     | 1      | —                   | —                   | —                   | —                        | —                        | —                        | 24       | 3     | 1      |
| Deportivo Municipal · Perú | 1.ª              | 2021             | 17       | 0     | 0      | 2                   | 0                   | 0                   | —                        | —                        | —                        | 19       | 0     | 0      |
| Deportivo Municipal · Perú | Total club       | Total club       | 41       | 3     | 1      | 2                   | 0                   | 0                   | 0                        | 0                        | 0                        | 43       | 3     | 1      |
| FBC Melgar · Perú | 1.ª              | 2022             | 34       | 3     | 2      | —                   | —                   | —                   | 8                        | 2                        | 1                        | 42       | 5     | 3      |
| FBC Melgar · Perú | 1.ª              | 2023             | 33       | 0     | 4      | —                   | —                   | —                   | 6                        | 0                        | 0                        | 39       | 0     | 4      |
| FBC Melgar · Perú | 1.ª              | 2024             | 29       | 12    | 1      | —                   | —                   | —                   | 1                        | 0                        | 0                        | 30       | 12    | 1      |
| FBC Melgar · Perú | Total club       | Total club       | 96       | 15    | 7      | 0                   | 0                   | 0                   | 15                       | 2                        | 1                        | 111      | 17    | 8      |
| Alianza Lima · Perú | 1.ª              | 2025             | 0        | 0     | 0      | 0                   | 0                   | 0                   | 0                        | 0                        | 0                        | 0        | 0     | 0      |
| Alianza Lima · Perú | Total club       | Total club       | 0        | 0     | 0      | 0                   | 0                   | 0                   | 0                        | 0                        | 0                        | 0        | 0     | 0      |
| Total en carrera | Total en carrera | Total en carrera | 292      | 33    | 15     | 7                   | 0                   | 0                   | 27                       | 2                        | 1                        | 326      | 35    | 16     |
| (1)Incluye datos de la Copa Bicentenario (2019, 2021). (2)Incluye datos de la Copa Sudamericana (2014, 2017, 2022) y la Copa Libertadores (2018, 2019, 2023, 2024, 2025). |                  |                  |          |       |        |                     |                     |                     |                          |                          |                          |          |       |        |

## Palmarés

### Campeonatos nacionales
| Título                        | Club         | País | Año  |
| ----------------------------- | ------------ | ---- | ---- |
| Torneo de Promoción y Reserva | Alianza Lima | Perú | 2011 |

### Torneos cortos
| Título          | Club            | País | Año  |
| --------------- | --------------- | ---- | ---- |
| Torneo Apertura | F. B. C. Melgar | Perú | 2022 |